# Periscelis schulzei
Periscelis schulzei är en tvåvingeart som beskrevs av Oswald Duda 1934. Periscelis schulzei ingår i släktet Periscelis och familjen savflugor.
Artens utbredningsområde är Tyskland. Inga underarter finns listade i Catalogue of Life.